# Frostbiten (TV-serie)
Frostbiten är en amerikansk dokumentärserie vars första säsong hade premiär på SVT och SVT Play den 8 januari 2024. Första säsongen består av 16 avsnitt.

## Handling
Serien handlar om månniskor som lever i avlägsna och ogästvänliga områden i Alaska där de kämpar för att överleva under extrema förhållanden. Serien utforskar de sätt på vilka människorna får sin försörjning, söker mat och hanterar de utmaningar som vinter och subarktiska förhållanden för med sig.